# جون ر. هاميلتون
جون ر. هاميلتون (بالإنجليزية: John R. Hamilton)‏ هو مهندس معماري أمريكي، ولد في 8 يناير 1940.

## وصلات خارجية
- جون ر. هاميلتون على موقع إن إن دي بي (الإنجليزية)